# Wiesenbach (Neckar)
Der Wiesenbach ist ein knapp zweieinhalb Kilometer langer Bach im Gemeindegebiet von Deißlingen im baden-württembergischen Landkreis Rottweil, der nach insgesamt etwa westlichem Lauf etwas westlich des Bahnhofs Trossingen von rechts in den oberen Neckar mündet.

## Geographie

### Verlauf
Der Wiesenbach entsteht ungefähr 2,5 km südlich der Ortsmitte von Deißlingen am Südostrand des Gemeindegebietes und etwas westlich der Stadtgrenze von Trossingen in der Waldflur Hintere Halde des Waldes Kätenen aus mehreren Quellen. Seine höchste Quelle liegt etwas nördlich der ehemaligen Burg Trossingen und entspringt auf rund 700 m ü. NHN.
Auf der ersten Hälfte seines Laufes zieht er in einem kleinen Waldtal nach Südwesten. Nahe der Kreisstraßen 5939 und 5559 von Trossingen zur Bundesstraße dreht er dann noch im Wald nach rechts auf nordwestlichen bis allenfalls westnordwestlichen Kurs. Am Waldrand passiert er südlich des Kleeblatts der Anschlussstelle der B 27 an die A 81 die Autobahn und läuft dann in einem schnurgeraden Graben durch das Gewerbegebiet um den Bahnhof Trossingen, unterquert noch die Bahnstrecke Villingen–Rottweil und mündet schließlich westnordwestwärts und von rechts auf etwas unter 645 m ü. NHN in den oberen Neckar, der wenige hundert Meter abwärts in sein oberes Mäandertal eintritt.
Der Wiesenbach mündet nach seinem 2,5 km langen Lauf mit mittlerem Sohlgefälle von 22 ‰ etwa 55 Höhenmeter unter seiner höchsten Quelle.
Das Bett des Wiesenbachs in seinem Waldtal ist ein bis zwei Meter breit und führt nicht dauerhaft Wasser. Im unteren Waldbereich folgt ihm stellenweise am Ufer eine Galerie aus Erlen und Eschen.

### Einzugsgebiet
Der Wiesenbach hat ein 1,6 km² großes Einzugsgebiet, das überwiegend im Wald liegt. Es befindet sich im Unterraum Liasplatten der nördlichen Baarhochmulde des Naturraums der Baar. Im Nordosten grenzt das Vorland der westlichen Schwäbischen Alb mit seinem Unterraum Prim-Albvorland an, im Osten der Unterraum Nördlicher Baaralbsockel und Lupfenbergland der Baar selbst. Mit 753,2 m ü. NHN die größte Höhe erreicht es an seiner Nordostspitze auf einer Waldkuppe. Abgesehen von einem Randstreifen an der Südostseite, der auf dem Stadtgebiet von Trossingen im Nachbarlandkreis Tuttlingen liegt, gehört es ganz zur Gemeinde Deißlingen im Landkreis Rottweil.
Reihum entwässern alle Bäche ebenfalls zum Neckar, fortschreitend tiefer sind es
- im Westen der Muckenbach;
- im Nordwesten der Bach aus dem Tefenental;
- im Osten der Hagenbach über die Prim

und oberhalb
- im Südosten nur kurz der Weigenbach-Zufluss Steppach sowie
- im Südosten und Süden der dem Wiesenbach-Laufknick sehr nahekommende Weigenbach selbst, der dem Südrand des Gewerbegebietes am Bahnhof entlang mündet.

Die geologisch höchste Schicht im Gebiet ist die Psilonotenton- oder vielleicht darüber sogar die Angulatenton-Formation des Schwarzjuras am Südostrand. Zur oberen Talmulde hin folgen dann am Hang herab recht schnell aufeinander die darunter lagernden Schichten des Mittelkeupers vom Knollenmergel (Trossingen-Formation) über den Stubensandstein (Löwenstein-Formation) und andere bis hinab zum Gipskeuper (Grabfeld-Formation) auf dem Talgrund, der im größten Teil des Einzugsgebietes ansteht. Der Bach selbst entsteht jedoch noch über diesem und unter dem Stubensandstein. Dicht an der Mündung fließt der Bach in einem Auensedimentstreifen, der sogar noch in den hier angeschnittenen Lettenkeuper (Erfurt-Formation) des Unterkeupers eingelagert ist. Parallel zum Oberlauf verläuft auf einem kurzen Stück auf dem rechten Hang eine Störung.

### Zuflüsse und Seen
Der Wiesenbach hat im Wald wenige, wie sein eigener oberer Lauf unbeständige Zuflüsse von unter 0,3 km Länge, die in ähnlicher Höhenlage wie er selbst entstehen. Rechts des Laufes liegen im Gewerbegebiet an einem großen Gebäude zwei anscheinend künstlich angelegte Teiche von unter 0,1 ha und unter 0,4 ha.

### LUBW
Amtliche Online-Gewässerkarte mit passendem Ausschnitt und den hier benutzten Layern: Lauf und Einzugsgebiet des Wiesenbachs

Allgemeiner Einstieg ohne Voreinstellungen und Layer: Daten- und Kartendienst der Landesanstalt für Umwelt Baden-Württemberg (LUBW) (Hinweise)
1. 1 2  Höhe nach dem Höhenlinienbild auf dem Hintergrundlayer Topographische Karte.
2. ↑  Länge nach dem Layer Gewässernetz (AWGN).
3. ↑  Einzugsgebiet nach dem Layer Basiseinzugsgebiet (AWGN).
4. ↑  Bachnatur nach dem Layer Biotop.
5. ↑  Länge abgemessen auf dem Hintergrundlayer Topographische Karte.
6. ↑  Seefläche nach dem Layer Stehende Gewässer.
7. ↑  Seefläche abgemessen auf dem Hintergrundlayer Topographische Karte.

### Andere Belege
1. ↑  Friedrich Huttenlocher: Geographische Landesaufnahme: Die naturräumlichen Einheiten auf Blatt 178 Sigmaringen. Bundesanstalt für Landeskunde, Bad Godesberg 1959. → Online-Karte (PDF; 4,3 MB)
2. ↑  Geologie nach den Layern zu Geologische Karte 1:50.000 auf: Mapserver des Landesamtes für Geologie, Rohstoffe und Bergbau (LGRB) (Hinweise)